# Чемпіонат Європи з позашосейного бігу 2022
Чемпіонат Європи з позашосейного бігу 2022 був проведений 1-3 липня в іспанському Ель-Пасо.
Рішення про проведення чемпіонату було прийняте у жовтні 2020.
Чемпіонат став першим в історії чемпіонатів Європи з позашосейного бігу.
На чемпіонаті було розіграно 20 комплектів нагород у особистому та командному заліку серед жінок та чоловіків у двох вікових категоріях (дорослі та юніори).
За регламентом змагань дорослі спортсмени змагалися у гірському бігу та трейлі, а юніори — лише у гірському бігу.

## Особиста першість

### Чоловіки
| Дистанція                                    | Золото                             | Золото  | Срібло                    | Срібло  | Бронза                       | Бронза  |
| -------------------------------------------- | ---------------------------------- | ------- | ------------------------- | ------- | ---------------------------- | ------- |
| Гірський біг «вгору» 8,90 км (дорослі)       | Чезаре Маестрі Італія              | 44.48   | Домінік Роллі Швейцарія   | 45.19   | Данієль Осанс Іспанія        | 45.26   |
| Гірський біг «вгору» 5,40 км (U20)           | Лукас Ерле Німеччина               | 30.14   | Ян Торрелья Іспанія       | 32.07   | Маркос Вільямуера Іспанія    | 32.23   |
| Гірський біг «вгору-вниз» 17,60 км (дорослі) | Сільвен Кашар Франція              | 1:06.02 | Чезаре Маестрі Італія     | 1:06.42 | Домінік Роллі Швейцарія      | 1:07.41 |
| Гірський біг «вгору-вниз» 5,40 км (U20)      | Елія Маттіо Італія                 | 21.45   | Маркос Вільямуера Іспанія | 21.49   | Фінлей Грант Велика Британія | 21.53   |
| Трейл 48,20 км                               | Максимільєн Дріон дю Шапуа Бельгія | 3:43.01 | Арно Бонен Франція        | 3:43.55 | Тома Карден Франція          | 3:45.42 |

### Жінки
| Дистанція                                    | Золото                    | Золото  | Срібло                        | Срібло  | Бронза                          | Бронза  |
| -------------------------------------------- | ------------------------- | ------- | ----------------------------- | ------- | ------------------------------- | ------- |
| Гірський біг «вгору» 8,90 км (дорослі)       | Мод Матіс Швейцарія       | 51.41   | Андреа Майр Австрія           | 52.15   | Крістель Девалль Франція        | 52.32   |
| Гірський біг «вгору» 5,40 км (U20)           | Іда Вальдаль Норвегія     | 37.02   | Акселле Вікарі Італія         | 37.30   | Шарлотт Рострон Велика Британія | 38.57   |
| Гірський біг «вгору-вниз» 17,60 км (дорослі) | Мод Матіс Швейцарія       | 1:17.30 | Моніка Мадаліна Флоря Румунія | 1:18.38 | Скаут Адкін Велика Британія     | 1:19.35 |
| Гірський біг «вгору-вниз» 5,40 км (U20)      | Іда Вальдаль Норвегія     | 24.37   | Ів Вітакер Велика Британія    | 25.33   | Акселле Вікарі Італія           | 25.39   |
| Трейл 48,20 км                               | Бландін Лірондель Франція | 4:11.22 | Нурія Хіль Іспанія            | 4:18.16 | Матільд Сань Франція            | 4:22.42 |

## Командна першість
Для визначення місця країни у командному заліку кожної дисципліни бралась сума місць перших трьох учасників (учасниць) від кожної країни, які вони посіли в індивідуальному заліку. Четвертий спортсмен (спортсменка) країни, які посіли призові місця, також отримували медалі за умови фінішування на дистанції.

### Чоловіки
| Дистанція                                    | Золото                                                                                      | Золото  | Срібло                                                                                     | Срібло | Бронза                                                                                     | Бронза |
| -------------------------------------------- | ------------------------------------------------------------------------------------------- | ------- | ------------------------------------------------------------------------------------------ | ------ | ------------------------------------------------------------------------------------------ | ------ |
| Гірський біг «вгору» 8,90 км (дорослі)       | Італія Чезаре Маестрі (1) Ганнес Перкманн (6) Алекс Бальдаччіні (10) Андреа Ростан (12)     | 17 очок | Швейцарія Домінік Роллі (2) Йонас Зольдіні (9) Йонатан Шмід (11) Данієль Люстенбергер (16) | 22     | Іспанія Данієль Осанс (3) Мікель Корбера (4) Мануель Хіменес (28) Дієго Діас (38)          | 35     |
| Гірський біг «вгору» 5,40 км (U20)           | Іспанія Ян Торрелья (2) Маркос Вільямуера (3) Альваро Осанс (10) Льєїр Барконс (11)         | 15      | Італія Елія Маттіо (5) Давіде Куріоні (7) Ніколо Лора Моретто (12) Марко Каморані (14)     | 24     | Велика Британія Фінлей Грант (4) Едвард Корден (8) Чарлі Олмонд (13) Бенджамін О'Дауд (16) | 25     |
| Гірський біг «вгору-вниз» 17,80 км (дорослі) | Італія Чезаре Маестрі (2) Ксав'є Шевріє (5) Альберто Вендер (9) Лука Мерлі (13)             | 16      | Швейцарія Домінік Роллі (3) Крістіан Матіс (10) Данієль Люстенбергер (14) Жеремі Унт (22)  | 27     | Франція Сільвен Кашар (1) Лоїк Робер (19,5) Жульєн Ранкон (21) Ремі Лоншамп (26)           | 41,5   |
| Гірський біг «вгору-вниз» 5,40 км (U20)      | Велика Британія Фінлей Грант (3) Фрейзер Гілмор (5) Едвард Корден (8) Бенджамін О'Дауд (19) | 16      | Іспанія Маркос Вільямуера (2) Альваро Осанс (6) Фабіан Венеро (10) Ян Кастільйо (16)       | 18     | Франція Анатоль Берту (4) Антонен Терон (9) Мелен ле Палаб (12) Маріус Сімоно (17)         | 25     |
| Трейл 48,20 км                               | Франція Арно Бонен (2) Тома Карден (3) Кевін Вермюлен (4)                                   | 9       | Італія Андреа Рота (6) Мартін Дематтеїс (8) Люка Каньяті (12) Ріккардо Монтані (37)        | 26     | Іспанія Саїд Аїт Малек (5) Маркос Рамос (9) Борха Фернандес (17)                           | 31     |

### Жінки
| Дистанція                                    | Золото                                                                              | Золото  | Срібло                                                                                 | Срібло | Бронза                                                                                 | Бронза |
| -------------------------------------------- | ----------------------------------------------------------------------------------- | ------- | -------------------------------------------------------------------------------------- | ------ | -------------------------------------------------------------------------------------- | ------ |
| Гірський біг «вгору» 8,90 км (дорослі)       | Велика Британія Скаут Адкін (4) Кейт Евері (10) Керсті Діксон (12) Голлі Пейдж (32) | 26 очок | Швейцарія Мод Матіс (1) Наталія Джемперле (16) Елін Келлер (18)                        | 35     | Італія Глорія Г'юдічі (9) Франческа Гельфі (14) Еліза Сортіні (19) Алессія Скаїні (23) | 42     |
| Гірський біг «вгору» 5,40 км (U20)           | Італія Акселле Вікарі (2) Емілі Вучемільйо (4) Матільде Боніно (5)                  | 11      | Велика Британія Шарлотт Рострон (3) Ів Вітакер (6) Ізла Гедлі (8) Луїза Браун (11)     | 17     | Іспанія Бланка Баттл (12) Мартіна Гонфаус (13) Хімена Бланко (14)                      |        |
| Гірський біг «вгору-вниз» 17,80 км (дорослі) | Швейцарія Мод Матіс (1) Наталія Джемперле (7) Флавія Штутц (9)                      | 17      | Італія Сара Боттареллі (4) Аліче Гаджі (6) Франческа Гельфі (14) Лоренца Беккарія (24) | 24     | Велика Британія Скаут Адкін (3) Кейт Евері (11) Голлі Пейдж (17) Ханна Расселл (18)    | 31     |
| Гірський біг «вгору-вниз» 5,40 км (U20)      | Франція Нелі Клеман (4) Полін Тросельє (5) Лілі Бек (8) Фанні Сапе (11)             | 17      | Велика Британія Ів Вітакер (2) Джорджія Белл (9) Амелі Лейн (10) Айла Гедлі (18)       | 21     | Італія Акселле Вікарі (3) Анна Гофер (6) Луна Джованетті (15) Матільде Баньюс (20)     | 24     |
| Трейл 48,20 км                               | Франція Бландін Лірондель (1) Матільд Сань (3) Одрі Тангі (8) Лор Парадан (13)      | 12      | Іспанія Нурія Хіль (2) Анна Комет (5) Хулія Фонт (7) Моніка Вівес (17)                 | 14     | Велика Британія Елінор Девіс (4) Шерон Тейлор (10) Нікола Джексон (14)                 | 28     |

## Медальний залік
| Місце                | Країна               | Золото | Срібло | Бронза | Загалом |
| -------------------- | -------------------- | ------ | ------ | ------ | ------- |
| 1                    | Італія               | 5      | 5      | 3      | 13      |
| 2                    | Франція              | 5      | 1      | 5      | 11      |
| 3                    | Швейцарія            | 3      | 4      | 1      | 8       |
| 4                    | Велика Британія      | 2      | 3      | 6      | 11      |
| 5                    | Норвегія             | 2      | 0      | 0      | 2       |
| 6                    | Іспанія              | 1      | 5      | 5      | 11      |
| 7                    | Бельгія              | 1      | 0      | 0      | 1       |
| 7                    | Німеччина            | 1      | 0      | 0      | 1       |
| 9                    | Австрія              | 0      | 1      | 0      | 1       |
| 9                    | Румунія              | 0      | 1      | 0      | 1       |
| Загалом (10 збірних) | Загалом (10 збірних) | 20     | 20     | 20     | 60      |

## Вебтрансляція
Європейська легкоатлетична асоціація здійснювала вебтрансляцію чемпіоната на власному YouTube-каналі:
- День 1 на YouTube
- День 2 на YouTube
- День 3 на YouTube

## Виступ українців
Українські гірські та трейлові бігуни участі в чемпіонаті не брали.